# Второй дивизион чемпионата мира по хоккею с шайбой
Второй дивизион чемпионата мира по хоккею с шайбой — ежегодное спортивное соревнование по хоккею с шайбой, проводимых под эгидой ИИХФ. Является третьим эшелоном чемпионатов мира по хоккею с шайбой.
В 1961 году была создана группа C, победитель которой выходил в группу B. Второй дивизион был образован в 2001 году из 5 команд группы C, имевших самый низкий рейтинг, и 7 лучших команд группы D. С 2001 года по 2011 год в турнире участвовали двенадцать команд, поделенные на две группы. Победители групп выходили в первый дивизион, а команды, занявшие последнее место, переходили в третий дивизион
Начиная с 2012 года две группы стали многоуровневыми, а не параллельными. По итогам турниров в группе А: команда, занявшая первое место, получает право играть в группе B первого дивизиона, а команда, занявшая последнее место, переходит в группу B. По итогам турниров в группе B: команда, занявшая первое место, выходит в группу А, а команда, занявшая последнее место, переходит в третий дивизион чемпионата мира.

## История
Деление на две группы в зависимости от результатов впервые было опробовано на чемпионате мира 1951 года. Это было связано с существенной разницей уровней команд, представленных на чемпионате. На протяжении десяти лет эта система работала не регулярно: в зависимости от количества заявившихся команд. Изменения вступили в силу в 1961 году, когда был создан рейтинг команд и начали ежегодно играть в три группы – A, B, C (с 1987 года была добавлена группа D) с прямым выходом и вылетом из группы. Исключением стали турниры 1962 и 1965 годов, когда играли только две группы. С 1967 года игры всех чемпионатов проводились одновременно. С 1969 года отдельно проводились соревнования в группе B и C, а с 1973 года турнир в каждой группе проводились отдельно. До 2000 года все группы рассматривались в рамках чемпионата мира по хоккею с шайбой.
В 2001 году был образован второй дивизион, в который вошли 5 команд из группы C, имевших самый низкий рейтинг, и 7 лучших команд группы D. С 2001 года по 2011 год в турнире участвовали двенадцать команд, поделенные на две группы. Победители групп выходили в первый дивизион, а команды, занявшие последнее место, переходили в третий дивизион.
Начиная с 2012 года две группы стали многоуровневыми, а не параллельными. По итогам турниров в группе А: команда, занявшая первое место, получает право играть в группе B первого дивизиона, а команда, занявшая последнее место, переходит в группу B. По итогам турниров в группе B: команда, занявшая первое место, выходит в группу А, а команда, занявшая последнее место, переходит в третий дивизион чемпионата мира.

## Результаты второго дивизиона

### 1961–2000 (Группа C и C1)
| Год  | Победитель |
| ---- | ---------- |
| 1961 | Румыния    |
| 1963 | Австрия    |
| 1966 | Италия     |
| 1967 | Япония     |
| 1969 | Япония     |
| 1970 | Австрия    |
| 1971 | Румыния    |
| 1972 | Австрия    |
| 1973 | Норвегия   |
| 1974 | Швейцария  |
| 1975 | Норвегия   |

| Год  | Победитель |
| ---- | ---------- |
| 1976 | Австрия    |
| 1977 | Италия     |
| 1978 | Нидерланды |
| 1979 | Югославия  |
| 1981 | Австрия    |
| 1982 | Япония     |
| 1983 | Нидерланды |
| 1985 | Франция    |
| 1986 | Норвегия   |
| 1987 | Япония     |
| 1989 | Нидерланды |

| Год  | Победитель     |
| ---- | -------------- |
| 1990 | Югославия      |
| 1991 | Дания          |
| 1992 | Великобритания |
| 1993 | Литва          |
| 1994 | Словения       |
| 1995 | Белоруссия     |
| 1996 | Казахстан      |
| 1997 | Украина        |
| 1998 | Венгрия        |
| 1999 | Нидерланды     |
| 2000 | Венгрия        |

### 2001–2011
| Год  | Вышли в первый дивизион | Вышли в первый дивизион | Перешли в третий дивизион | Перешли в третий дивизион |
| ---- | ----------------------- | ----------------------- | ------------------------- | ------------------------- |
| 2001 | Республика Корея        | Румыния                 | Новая Зеландия            | Мексика                   |
| 2002 | Эстония                 | Литва                   | Турция                    | Люксембург                |
| 2003 | Республика Корея        | Бельгия                 | Мексика                   | Исландия                  |
| 2004 | Китай                   | Литва                   | Люксембург                | ЮАР                       |
| 2005 | Хорватия                | Израиль                 | Турция                    | Исландия                  |
| 2006 | Румыния                 | Китай                   | ЮАР                       | Новая Зеландия            |
| 2007 | Хорватия                | Республика Корея        | Турция                    | КНДР                      |
| 2008 | Румыния                 | Австралия               | Ирландия                  | Новая Зеландия            |
| 2009 | Сербия                  | Республика Корея        | КНДР                      | ЮАР                       |
| 2010 | Испания                 | Эстония                 | Турция                    | Израиль                   |
| 2011 | Австралия               | Румыния                 | КНДР                      | Ирландия                  |

### 2012–н.в.
| Год  | Вышли в гр. B первого дивизиона                                       | Перешли в гр. В второго дивизиона                                     | Вышли в гр. А второго дивизиона                                       | Перешли в третий дивизион                                             |                                                                       |
| ---- | --------------------------------------------------------------------- | --------------------------------------------------------------------- | --------------------------------------------------------------------- | --------------------------------------------------------------------- | --------------------------------------------------------------------- |
| 2012 | Эстония                                                               | Новая Зеландия                                                        | Бельгия                                                               | ЮАР                                                                   |                                                                       |
| 2013 | Хорватия                                                              | Испания                                                               | Израиль                                                               | Болгария                                                              |                                                                       |
| 2014 | Эстония                                                               | Израиль                                                               | Испания                                                               | Турция                                                                |                                                                       |
| 2015 | Румыния                                                               | Австралия                                                             | Китай                                                                 | ЮАР                                                                   |                                                                       |
| 2016 | Нидерланды                                                            | Китай                                                                 | Австралия                                                             | Болгария                                                              |                                                                       |
| 2017 | Румыния                                                               | Испания                                                               | Китай                                                                 | Турция                                                                |                                                                       |
| 2018 | Нидерланды                                                            | Исландия                                                              | Испания                                                               | Люксембург                                                            |                                                                       |
| 2019 | Сербия                                                                | Бельгия                                                               | Израиль                                                               | КНДР                                                                  |                                                                       |
| 2020 | Не проводился из-за распространения коронавирусной инфекции COVID-19. | Не проводился из-за распространения коронавирусной инфекции COVID-19. | Не проводился из-за распространения коронавирусной инфекции COVID-19. | Не проводился из-за распространения коронавирусной инфекции COVID-19. | Не проводился из-за распространения коронавирусной инфекции COVID-19. |
| 2021 | Не проводился из-за распространения коронавирусной инфекции COVID-19. | Не проводился из-за распространения коронавирусной инфекции COVID-19. | Не проводился из-за распространения коронавирусной инфекции COVID-19. | Не проводился из-за распространения коронавирусной инфекции COVID-19. | Не проводился из-за распространения коронавирусной инфекции COVID-19. |
| 2022 | Китай Нидерланды                                                      |                                                                       | Исландия Грузия                                                       |                                                                       |                                                                       |
| 2023 | Испания                                                               | Исландия                                                              | ОАЭ                                                                   | Мексика                                                               |                                                                       |
| 2024 | Хорватия                                                              | Исландия                                                              | Бельгия                                                               | Турция                                                                |                                                                       |
| 2025 | Нидерланды                                                            | Израиль                                                               | Грузия                                                                | Таиланд                                                               |                                                                       |